# Belyy Bim, Chyornoe ukho
Belyy Bim, Chyornoe ukho é um filme de drama soviético de 1977 dirigido e escrito por. Foi indicado ao Oscar de melhor filme estrangeiro na edição de 1978, representando a União Soviética.

## Elenco
- Vyacheslav Tikhonov   - Ivan Ivanovich
- Vasya Vorob'ev        - Tolik
- Irina Shevchuk        - Dasha
- Valentina Vladimirova - Sneaky Woman
- Andrey Martynov
- Anya Rybnikova        - Lyusya
- Yuri Grigor'ev        - Militia
- Two English setters - Bim